# Rów Mussau
Rów Mussau – rów oceaniczny położony na Oceanie Spokojnym, w południowej części Basenu Wschodniokarolińskiego. Ciągnie się z północy na południe, na północ od wyspy Mussau (Archipelag Bismarcka), na długości około 350 kilometrów. Na południu łączy się z Rowem Zachodniomelanezyjskim. Osiąga głębokości do 6920 (według innych danych 6950 lub 7208) metrów.